# بونی بلر
بونی بلر (به انگلیسی: Bonnie Blair) ورزشکار زن رشتهٔ اسکیت سرعتی اهل کشور ایالات متحده آمریکا است. وی در بین سال‌های ‎۱۹۸۸ تا ۱۹۹۴ میلادی در مسابقات بازی‌های المپیک زمستانی در مجموع ۶ مدال، شامل ۵ مدال طلا و ۱ برنز را کسب کرد.